# Ліпськ (гміна)
Гміна Ліпськ (пол. Gmina Lipsk) — місько-сільська гміна у східній Польщі. Належить до Августівського повіту Підляського воєводства.
Станом на 31 грудня 2011 у гміні проживало 5553 особи.

## Територія
Згідно з даними за 2007 рік площа гміни становила 184.42 км², у тому числі:
- орні землі: 64.00 %
- ліси: 22.00 %

Таким чином, площа гміни становить 11.12 % площі повіту.

## Населення
Станом на 31 грудня 2011:
| Опис     | Загалом | Загалом | Чоловіки | Чоловіки | Жінки | Жінки |
| -------- | ------- | ------- | -------- | -------- | ----- | ----- |
| одиниця  | осіб    | %       | осіб     | %        | осіб  | %     |
| все      | 5553    | 100     | 2762     | 49.74    | 2791  | 50.26 |
| міське   | 2509    | 100     | 1228     | 48.94    | 1281  | 51.06 |
| сільське | 3044    | 100     | 1534     | 50.39    | 1510  | 49.61 |

## Сусідні гміни
Гміна Ліпськ межує з такими гмінами: Домброва-Білостоцька, Новий Двур, Пласька, Штабін.